# Lithacodia medioirrorata
Lithacodia medioirrorata är en fjärilsart som beskrevs av Embrik Strand 1917. Lithacodia medioirrorata ingår i släktet Lithacodia och familjen nattflyn. Inga underarter finns listade i Catalogue of Life.